# هونگا تونگا
هونگا تونگا-هونگا هائاپائی (انگلیسی: Hunga Tonga-Hunga Haʻapai) جزیره‌ای آتشفشانی است در اقیانوس آرام، واقع در ۳۰ کیلومتری جنوب-جنوب شرق جزیره فونوآفوئو (جزیره شاهین). هونگا تونگا و فونوآفوئو متعلق به کشور تونگا هستند.
در دسامبر سال ۲۰۱۴ یک آتشفشان زیرآبی در میان جزایر تونگا در جنوب اقیانوس آرام منفجر شد و یک ماه پس از پایان این انفجار با ته‌نشین شدن خاکسترها جزیره جدیدی از آب سر برآورد که ۱۲۲ متر بالاتر از سطح اقیانوس سر برکشید. دانشمندان به‌طور غیررسمی نام این جزیره را هونگا تونگا-هونگا هائاپائی گذاشتند که ترکیبی است از نام دو جزیره غیر مسکونی دو سوی این جزیره تازه.
هونگا تونگا-هونگا هائاپائی بخشی از قوس آتشفشانی بسیار فعال جزایر کرمادک-تونگا است. یک منطقه فرورانش که از شمال و شمال شرق نیوزلند تا فیجی ادامه دارد. این آتشفشان ۱۲۲ کیلومتر بالاتر از سطح یک منطقه لرزه‌ای بسیار فعال واقع شده‌است.
این جزیره زیستگاه بوته‌های گل‌های صورتی رنگ و مرغ‌های دریایی و جغدهای شکاری است.

## فوران دسامبر ۲۰۲۱ - ژانویه ۲۰۲۲

فوران هونگا تونگا در اوایل ۱۵ ژانویه ۲۰۲۲، برگرفته از ماهواره آب و هوای زمین‌ایستای GOES-17 واقع در بالای خط استوا در طول جغرافیایی ۱۳۷٫۲ درجه غربی.

در ۲۰ دسامبر ۲۰۲۱ آتشفشان هونگا تونگادوباره فوران کرد و باعث ایجاد یک ستون بزرگ فورانی شد که از نوکوآلوفا قابل مشاهده بود. درپی این فوران «مرکز مشورتی خاکستر آتشفشانی ولینگتون» هشداری را به خطوط هوایی صادر کرد. صدای انفجارهای این فوران تا ۱۷۰ کیلومتری (۱۱۰ مایلی) شنیده می‌شد. فوران اولیه تا ساعت ۲ بامداد روز ۲۱ دسامبر ادامه داشت. فعالیت آن سپس ادامه یافت و در ۲۵ دسامبر، تصاویر ماهواره‌ای نشان داد که اندازه جزیره افزایش یافته‌است.
فعالیت آتشفشانی در ۵ ژانویه، قبل از شروع مجدد در ۱۳ ژانویه و پس از اینکه آتشفشان ابر خاکستری را به ۱۷ کیلومتری (۵۵۰۰۰ فوت) به جو فرستاد، خاموش شد. دولت تونگا متعاقباً هشدار سونامی صادر کرد. در ۱۵ ژانویه، آتشفشان دوباره به شدت فوران کرد که تقریباً هفت برابر قوی‌تر از فوران ۲۰ دسامبر ۲۰۲۱ بود. گزارش‌های متعددی از صدای مهیب انفجاری در سراسر تونگا و کشورهای دیگر، مانند فیجی و تا نیوزلند و استرالیا وجود داشت. یک صدای مهیب نیز در آلاسکا هفت ساعت پس از فوران شنیده شد به این معنی که موج صوتی با سرعت ۸۳۰ مایل در ساعت حرکت کرده‌است.
در نزدیکی محل فوران، انفجار به اموال مردم آسیب رساند و شیشه‌ها را شکست. اخطار سونامی درست بعد از ساعت ۵:۳۰ بعد از ظهر صادر شد و سونامی مناطق ساحلی در تونگا را زیر آب گرفت. سپس سونامی‌هایی به بلندای ۳٫۹ فوت (۱٫۲ متر) در نوکوآلوفا، تونگا و ۲٫۰ فوت (۰٫۶۱ متر) در ساموآی آمریکایی مشاهده شد. بر اثر امواج سونامی دو نفر در پرو کشته شدند و دو ماهیگیر در سن گریگوریو، کالیفرنیا نیز زخمی شدند. در ۱۶ ژانویه گزارش شد که بررسی‌های راداری قبل و بعد از فوران نشان می‌دهد که بیشتر جزیره ویران شده‌است.